# Gastwirtschaft Volksgarten (Heilbronn)

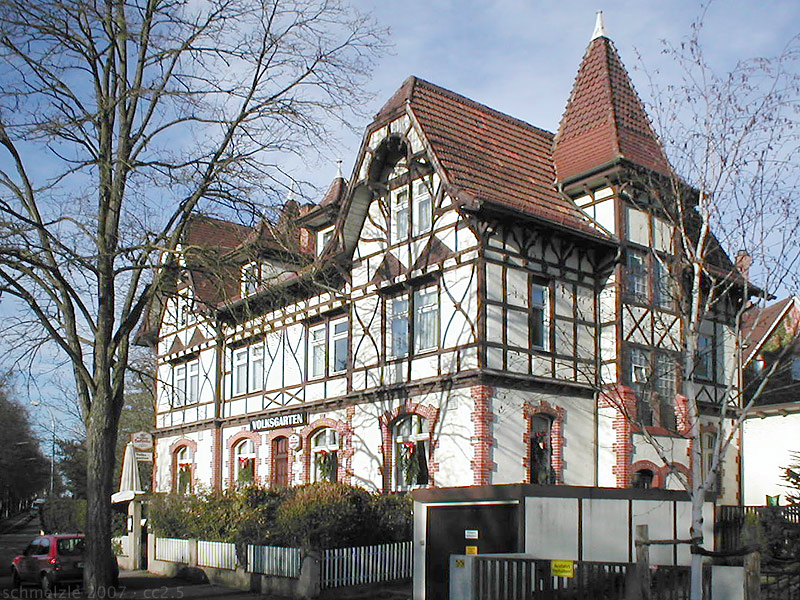
Gasthaus Volksgarten in Heilbronn

Die Gastwirtschaft Volksgarten ist ein historisches Gasthaus in Heilbronn. Das Gebäude wurde von den namhaften Heilbronner Architekten Hermann Maute und Theodor Moosbrugger entworfen und steht unter Denkmalschutz.

## Beschreibung
Die Gastwirtschaft wurde 1898 fertiggestellt. Sie befindet sich an der Pfühlstraße 57 in der Nähe des Pfühlparks. Das Gasthaus ist ein zweigeschossiger Profanbau, dessen Erdgeschoss im Stil der Neorenaissance horizontal gegliedert ist. Das Obergeschoss zeigt durch das dekorative Sichtfachwerk Landhauscharakter. Das Gebäude hat einen Schwebegiebel im Schweizerhausstil.